# Агентство передових оборонних дослідницьких проєктів США

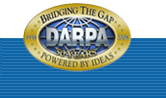
Логотип Агентства передових оборонних дослідницьких проєктів США

Аге́нтство передови́х оборо́нних дослідни́цьких проєктів (DARPA) (англ. Defense Advanced Research Projects Agency)  — агентство Міністерства оборони США, що відповідає за розробку нових технологій для використання в Збройних силах США.

## Історія
DARPA було засноване в 1958 році у відповідь на запуск Радянським союзом супутника Супутник-1. Перед DARPA було поставлено завдання збереження передових позицій військових технологій США. DARPA незалежна від звичайних військових науково-дослідних установ і підпорядковується безпосередньо вищому керівництву Міністерства оборони. DARPA налічує близько 240 співробітників (з яких приблизно 140 — технічні фахівці); бюджет організації становить 3,2 млрд $. Ці числа приблизні, оскільки DARPA концентрується на короткострокових проєктах (від двох до чотирьох років), ведених невеликими, спеціально підібраними командами.
Спочатку агентство називалося ARPA, потім воно було перейменоване в DARPA (з додаванням слова Defense — оборонне) в 1972 році, потім знову в ARPA в 1993, і, нарешті, знову в DARPA 11 березня 1996 року. ARPA була відповідальна за спонсорування розробки мережі ARPANET (яка переросла в Інтернет), а також версії BSD (університету Берклі) системи Unix і стека протоколів TCP/IP. В наш час[коли?] спонсорує, зокрема розробку автомобілів-роботів.

## Науково-технічна діяльність
Науково-технічна діяльність DARPA, за своїм призначенням, не є загальнодоступною, проте відомо, що у грудні 2009 року фахівці DARPA запускали в небо США червоні кулі-зонди з метою тестування можливості збору, аналізу та обміну інформацією за допомогою соціальних мереж. Всі 10 куль були знайдені приблизно за 12 годин, призовий фонд проєкту склав $40 тис.
У червні 2018 року DARPA продемонструвало ряд нових технологій, які були розроблені в рамках програми GXV-T. Метою цієї програми є створення легкоброньованої бойової машини не дуже великих розмірів, яка за рахунок маневреності та інших хитрощів здатна успішно протистояти сучасним системам протитанкових озброєнь.
14 квітня 2025 року DARPA оголосило про початок програми LASSO (Lunar Assay via Small Satellite Orbiter) з будівництва космічних апаратів для виходу на орбіту Місяця та пошуку води. Наразі орбітальні апарати навколо Місяця зазвичай пролітають щонайменше на висоті 100 км (62 милі) над поверхнею Місяця, відповідно DARPA пропонує, щоб космічний апарат LASSO обертався навколо Місяця на висоті всього 6,2 милі (10 км). Низька орбіта, на переконання DARPA, допоможе космічному апарату знаходити ділянки на поверхні Місяця з концентрацією води понад 5 % на ділянках площею 1,5 кв. милі (4 км²) або менше.

## Структура
Структуру DARPA складають 6 основних підрозділів:
- Адаптивного управління (AEO) — дослідження в області побудови адаптивних платформ і архітектур, включаючи універсальні програмні платформи, модульні апаратні засоби, багатофункціональні інформаційні системи і засоби розробки і проєктування;
- Оборонних досліджень (DSO) — дослідження в галузі фундаментальної фізики, нових технологій і приладів на нових фізичних принципах, енергетики, нові матеріали та біотехнології, прикладної і обчислювальної математики, медико-біологічні засоби захисту, біомедичні технології.
- Інновацій в інформаційних технологіях (I2O) — інформаційні системи моніторингу та управління, технології високопродуктивних обчислень, інтелектуальний аналіз даних, системи розпізнавання образів, когнітивні системи машинного перекладу;
- Мікросистемні технології (MTO) — технології електроніки, фотоніки, мікромеханічних систем, перспективної архітектури інтегрованих мікросхем і алгоритмів розподіленого зберігання даних;
- Стратегічних технологій (STO) — системи зв'язку, засоби захисту інформаційних мереж, засоби радіоелектронної боротьби (РЕБ), стійкість систем до кібер-атакам, системи виявлення замаскованих цілей на нових фізичних принципах, енергозбереження та альтернативні джерела енергії;
- Тактичних технологій (TTO) — сучасні високоточні системи озброєння, лазерна зброя, безпілотні засоби озброєнь на базі повітряних, космічних, наземних і морських платформ, перспективні космічні системи моніторингу та управління.